# Pseudoplexaura
Genre
Pseudoplexaura est un genre d'octocoralliaires (similaires aux gorgones) de la famille Plexauridae. Les espèces de ce genre se développent en formant des colonies de grandes ramifications ressemblant à des arbres ; elles sont originaires des récifs de la mer des Antilles et du golfe du Mexique.

## Liste d'espèces
Selon World Register of Marine Species (19 avril 2021) :
- Pseudoplexaura crucis Bayer, 1961
- Pseudoplexaura flagellosa (Houttuyn, 1772)
- Pseudoplexaura porosa (Houttuyn, 1772)
- Pseudoplexaura wagenaari (Stiasny, 1941)

## Description
Les espèces du genre Pseudoplexaura sont visqueuses au toucher et grandissent rapidement.